# Jack Armytage

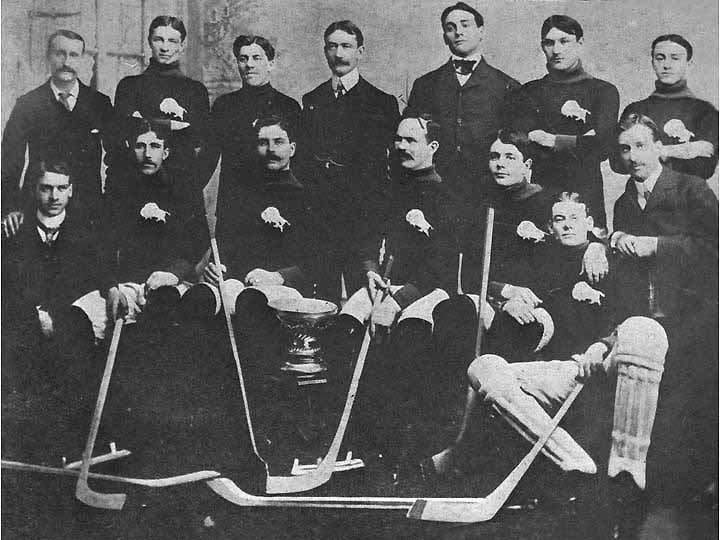
Armytage, i mitten i övre raden, med Winnipeg Victorias och Stanley Cup 1901.

John Crichton "Jack" Green-Armytage, född 11 februari 1872 i Fergus i Ontario, död 7 augusti 1943 i Winnipeg, var en kanadensisk ishockeyspelare. Armytage var aktiv under 1890-talet och spelade som rover och ytterforward för Winnipeg Victorias i Manitoba Hockey Association. 14 februari 1896 vann han Stanley Cup med klubben sedan Montreal Victorias från Amateur Hockey Association of Canada besegrats med 2-0. Han vann även Stanley Cup som president för klubben 1901 och 1902.
Armytage kom ursprungligen från Fergus i Wellington County i Ontario och kom till Manitoba och Winnipeg 1889 som 17-åring. I Winnipeg var han med om att starta upp stadens första ishockeylag Victoria Hockey Club, även kallat Winnipeg Victorias, och agerade lagkapten för klubben under hela sin spelarkarriär.

## Meriter
- Stanley Cup – 1896 som spelare med Winnipeg Victorias. 1901 och 1902 som president för Winnipeg Victorias.